# Hande Kader
Hande Kader (5 de enero de 1993 - agosto de 2016) fue una mujer transgénero turca políticamente activa en la defensa de los derechos LGBT.
Kader era conocida por millones de turcos como una de las cabezas visibles de la comunidad LGBT en Turquía, tras haber sido fotografiada enfrentándose y resistiéndose a las fuerzas policiales que estaban suprimiendo la manifestación del orgullo gay en Estambul en 2015.

## Contexto
Aunque las relaciones homosexuales no son ilegales en Turquía, la comunidad LGBT turca se enfrenta a numerosas dificultades, causada principalmente por los conservadores religiosos. Un informe de Human Rights Watch señala que muchas personas pertenecientes al colectivo LGBT que viven en Turquía tienen miedo y se enfrentan a la estigmatización, la violencia y el acoso policial.
La marcha del orgullo de 2016 en Estambul fue amenazada por diversos grupos extremistas, entre ellos, islamistas. El gobierno islámico conservador prohibió la manifestación, «en el último minuto», en vez de proteger a los participantes.
El asesinato de Hande Kader se produjo unos días después de que un refugiado homosexual sirio, fuera hallado decapitado a pocos kilómetros del lugar en el que se descubrió el cuerpo de Hande Kader. El refugiado habría sido amenazado de muerte, secuestrado y violado antes de su asesinato.

## Militancia
Hande Kader se dio a conocer a raíz de la marcha del orgullo gay de Estambul de 2015, por haberse enfrentado con la policía después de que el gobierno prohibiera la marcha «a causa del Ramadán».
Por su activismo, Hande Kader fue descrita como «un icono» o «una heroína» de la marcha del orgullo, así como una figura familiar para millones de turcos por su fama mediática tras la marcha del orgullo de 2015.
Su compañera de piso declaró a los medios de comunicación que Hande Kader participaba en todas las marchas del orgullo LGBT, porque estaba convencida de la pertinencia de su combate. Le había afectado especialmente el asesinato de personas transgénero, habiendo sido, como tantas otras personas transgénero turcas, víctima ella misma de violencia física tránsfoba antes de su asesinato (desde 2008, unas 2.000 personas homosexuales y transgénero han sido asesinadas en Turquía).

## Asesinato
En agosto de 2016, su compañera de piso, Davut Dengiler, denunció su desaparición, cuando no volvió a casa después de una semana. Su cuerpo fue hallado violado, mutilado y quemado, en una cuneta en el pudiente barrio de Zekeriyaköy de Estambul el 12 de agosto de 2016. A pesar de haber sido gravemente mutilada, el cuerpo de Kader fue identificado gracias a sus prótesis en el depósito de cadáveres en Dengiler.
Kader trabajaba en la industria del sexo como prostituta y fue vista por última vez en el coche de un cliente. Tenía 23 años en el momento de su muerte. La causa oficial de la muerte aún no ha sido revelada, pero se ha especulado que Kader fue quemada aun viva. Existen informaciones que indican que tras su muerte el cuerpo fue quemado, posiblemente para evitar la identificación del autor o autores.
Tras su muerte, hubo una indignación popular y protestas contra el maltrato de las personas transgénero por la sociedad turca.